# Locul fosilifer Nisipăria Hulubăț
Locul fosilifer Nisipăria Hulubăț (monument al naturii) este o arie protejată de interes național ce corespunde categoriei a III-a IUCN (rezervație naturală de tip paleontologic), situată în estul Moldovei, pe teritoriul județului Vaslui.

## Localizare
Aria naturală se află în partea central nordică a județului, în versantul drept (terasa inferioară) al râului Vasluieț (un afluent al Bârladului), pe teritoriul administrativ al orașului Vaslui, aproape de drumul național DN24, care leagă localitatea Tișița de Sculeni.

## Descriere
Rezervația naturală a fost declarată arie protejată prin Legea nr.5 din 6 martie 2000 (privind aprobarea Planului de amenajare a teritoriului național - Secțiunea a III-a zone protejate) și se întinde pe o suprafață de 2,50 ha. 
Aria protejată reprezintă o zonă nisipoasă bogată în faună fosilă  atribuită perioadei pleistocenului superior. Exploatarea acesteia începe în anul 1890 dar abia în anul 1910 cercetările au evidențiat faptul că zăcământul fosilifer este unul dintre cele mai bogate din România. În arealul rezervației au fost identificate resturi fosile aparținând unor mamifere; printre care: bourul (Bos primigenius) bizonul (Bison priscus) sau mamutul (Elephas primigenius). În arealul rezervației s-au descoperit și resturi fosilizate de nevertebrate datate din aceeași eră geologică.